# Zespół przesiąkania włośniczek
Zespół przesiąkania włośniczek – choroba ogólnoustrojowa związana z nadmierną przepuszczalnością naczyń włosowatych o nieznanej etiologii, powodującą epizody niedociśnienia, obrzęku i hipowolemii.
Opisany po raz pierwszy w 1960 r., diagnozowany przeważnie w wieku ok. 45 lat. W przebiegu choroby występują okresy remisji trwające od kilku tygodni do kilku lat, a fazy zaostrzenia o długości od kilku dni do kilku tygodni obserwuje się po infekcjach (w szczególności górnych dróg oddechowych), w czasie menstruacji lub po porodzie, a w rzadkich przypadkach po intensywnym wysiłku fizycznym. Wśród możliwych przyczyn wymieniano m.in. uszkodzenie śródbłonka naczyń włosowatych przez gammapatię monoklonalną. 
Zwiastunem zaostrzenia może być ogólne osłabienie, zmęczenie, bóle mięśni, hipotonia ortostatyczna, biegunka, ból brzucha, katar, kaszel, gorączka i przyrost masy ciała. W kolejnej fazie przesiąkania oliguria, niedociśnienie tętnicze i obrzęk twarzy lub kończyn górnych, które mogą prowadzić do wstrząsu hipowolemicznego. W ostatniej fazie następuje resorpcja obrzęku, co prowadzi do wielomoczu i utraty masy ciała. W fazach ostrej i powysiękowej mogą wystąpić powikłania, tj. zespół komory z rabdomiolizą, arytmia serca, zakrzepica, zapalenie trzustki, zapalenie osierdzia, drgawki i obrzęk mózgu. W fazie powysiękowej zaobserwowano także śmiertelny ostry obrzęk płuc. 
Rozpoznanie opiera się na badaniu fizykalnym i hematologicznym (nawracających zaostrzeniach zagęszczenia krwi powiązanych z hipoalbuminemią). Leczenie wyłącznie objawowe i działania profilaktyczne, m.in. wcześnie przyjęte doustnie płyny zawierające elektrolity mogą zmniejszyć nasilenie ataku. Śmiertelność po 10 latach od wystąpienia choroby wynosi 30-40%.